# Касіна-Велика
Касіна-Велика (пол. Kasina Wielka) — село в Польщі, у гміні Мшана-Дольна Лімановського повіту Малопольського воєводства.
Населення — 3032 особи (2011).
У 1975—1998 роках село належало до Новосондецького воєводства.

## Географія
У селі бере початок річка Косінянка.

## Демографія
Демографічна структура станом на 31 березня 2011 року:
|          | Загалом | Допрацездатний вік | Працездатний вік | Постпрацездатний вік |
| -------- | ------- | ------------------ | ---------------- | -------------------- |
| Чоловіки | 1553    | 394                | 998              | 161                  |
| Жінки    | 1479    | 372                | 800              | 307                  |
| Разом    | 3032    | 766                | 1798             | 468                  |